# Amor ciego 2
Amor ciego 2 fue un programa de telerrealidad chileno, emitido por Canal 13 entre el 6 de junio y el 21 de julio de 2008, con una extensión de 95 episodios.
Fue la secuela del reality Amor ciego emitido durante ese mismo año, así mismo fue presentado igualmente por Katty Kowaleczko. Las grabaciones se llevaron a cabo en la misma mansión que la temporada anterior.
A diferencia de la temporada anterior el formato tuvo un cambio radical, en este caso no era una sola "princesa" sino que fueron cuatro, que a medida que paso el tiempo debían conquistar a los pretendientes. 
Previo a su estreno, se emitió en horario prime «Amor ciego 2: El Casting» una especie de seguimiento que registraba como se iban reclutando los integrantes del programa, quienes se presentaban ante un jurado integrado por el libretista Jorge López, la actriz Catalina Pulido y los participantes de la primera temporada, Carolina Bastidas y Edmundo Varas.

## Las princesas
Al finalizar el reality, se eligió por votación popular el grado de las princesas, siendo Jenny quien obtuvo la primera mayoría, por lo que obtuvo el grado de primera princesa, y por lo tanto su elegido sería el ganador
| Concursante      | Ocupación | Lugar          |
| ---------------- | --------- | -------------- |
| Jenny Contardo   | Promotora | 1.ª Princesa   |
| Javiera de Rosas | Actriz    | 2.ª Princesa   |
| Eliana Albasetti | Modelo    | 3.ª Princesa   |
| Maite Orsini     | Actriz    | 2.ª eliminada² |
| Angélica Lillo   | Fotógrafa | 1.ª eliminada¹ |

Nota 1:: Eliminada por votación de los pretendientes en la primera noche, luego del baile de máscaras.
Nota 2:: Eliminada por votación de los pretendientes al mes de comenzado el reality.

### Pretendientes
| Participante                                                                                | Edad | Resultado                                               |
| ------------------------------------------------------------------------------------------- | ---- | ------------------------------------------------------- |
| Mario Ortega - Estudiante de Ingeniería en Electrónica.                                     | 20   | Ganador de Amor Ciego II Elegido de Jenny               |
| Claudio Labra - No Informada (4º en un 2x1 en el año 2004)                                  | 27   | 2.º Lugar de Amor Ciego II Pretendiente de Jenny        |
| Felix Soumastre - Productor de eventos.                                                     | 28   | 3.er Lugar de Amor Ciego II Elegido de Javiera          |
| Emilio Espinoza - Estudiante de relaciones exteriores                                       | 23   | 4.º Lugar de Amor Ciego II Pretendiente de Javiera      |
| Mauricio Olivares - Triatleta y seleccionado nacional                                       | 22   | 5.º Lugar de Amor Ciego II Elegido de Eliana            |
| Karim Sufán - Diseñador de Modas Masculinas y Trabajador Independiente                      | 29   | 6.º Lugar de Amor Ciego II Pretendiente de Eliana       |
| Alex Veloso - Estudiante de Ingeniería Civil e Industrial                                   | 25   | 16.º Eliminado de Amor Ciego II Pretendiente de Javiera |
| Christián Garlaschi - Trabajador de academia de vuelo                                       | 25   | 15.º Eliminado de Amor Ciego II Pretendiente de Eliana  |
| Eduardo Baeza - Estudiante de Arquitectura                                                  | 21   | 14.º Eliminado de Amor Ciego II Pretendiente de Javiera |
| Alejandro Quagliotti - Modelo                                                               | 30   | 13.º Eliminado de Amor Ciego II Pretendiente de Eliana  |
| Simón Tannenbaum - Estudiante de Producción de Eventos                                      | 24   | 12.º Eliminado de Amor Ciego II Pretendiente de Eliana  |
| Cristián Vidal - Modelo & Ex-Mister Chile                                                   | 27   | 11.º Eliminado de Amor Ciego II Pretendiente de Jenny   |
| Alain Soulat - Animador de marcas y eventos                                                 | 30   | 10.º Eliminado de Amor Ciego II Pretendiente de Jenny   |
| Ignacio Kliche - Actor, Mister Mundo 2000                                                   | 29   | 9.º Eliminado de Amor Ciego II A Pedido                 |
| John Figueroa - Rockabilly                                                                  | 33   | 8.º Eliminado de Amor Ciego II Pretendiente de Eliana   |
| José Luis Briceño - Actor                                                                   | 33   | 7.º Eliminado de Amor Ciego II                          |
| Sebastián Sancha (†) - Bartender                                                            | 24   | 1.er Abandono de Amor Ciego II                          |
| José Miguel Mayorga - Estudiante de Kinesología y Encadenador de artículos de construcción. | 20   | 6.º Eliminado de Amor Ciego II                          |
| Miguel Ángel León - Promotor de Eventos y Estudiante de Artes Escénicas                     | 30   | 5.º Eliminado de Amor Ciego II                          |
| Mauricio Espinoza - Carnicero de Supermercado                                               | 22   | 4.º Eliminado de Amor Ciego II                          |
| Osvaldo Quinteros - Empresario familiar de Imprenta                                         | 32   | 3.er Eliminado de Amor Ciego II                         |
| Marco Brentini - Agente de publicidad                                                       | 29   | 2.º Eliminado de Amor Ciego II                          |
| Eduardo Moraga - Repartidor de Pizza, Jugador y Deportista                                  | 23   | 1.er Eliminado de Amor Ciego II                         |